# 海宝弘之
海宝 弘之（かいほう ひろゆき、1960年8月26日 - ）は、千葉県出身の俳優、声優。劇団NLT所属。
身長165cm。体重54kg。血液型A型。趣味はカヤック、スキー、バイク。特技はマンドリン、バンジョー、ギター、津軽三味線。
日本工学院専門学校卒業。

## 出演

### 映画
- 謝罪の王様（2013年）
- 絶対領域（2014年）
- THE NEXT GENERATION パトレイバー 首都決戦（2015年）
- 祭りのはじまり（2015年）
- 永い言い訳（2016年）
- 忍びの国（2017年）
- お前ら全員めんどくさい!（2019年）

### テレビ
- おとなの選択（1992年）
- 月曜ドラマスペシャル 城ヶ島殺人旅情（1992年）
- 金曜プレステージ 警視庁三ツ星刑事 佐々木丈太郎（2009年）
- 侍戦隊シンケンジャー 第34話（2009年） - 教師 役
- 月曜ゴールデン
  - 女タクシードライバーの事件日誌5（2010年）
  - 夏樹静子サスペンス イソベン・里村タマミの事件簿2（2013年）
- 相棒ten 第6話（2011年）
- 七人の敵がいる! 〜ママたちのPTA奮闘記〜（2012年）
- 仮面ライダーウィザード 第27話（2013年） - 美紗の父 役
- Mr.サンデー特別版「東京オリンピックと世紀の大犯罪」（2014年）
- 女はそれを許さない（2014年）
- 花燃ゆ（2015年）
- 土曜ワイド劇場 終着駅の牛尾刑事VS事件記者・冴子（2016年） - 大森洋二 役
- 相棒15 第9話（2016年） - キシン 役

### テレビ番組
- あいうえお

### テレビアニメ
- まんがはじめて物語

### 舞台
- ルルシーヌ殺人事件
- 御意にまかす
- ぷれいぼーい
- サッシャギトリー小品集
- 毒薬と老嬢
- 女房という他人（1995年）
- たそがれてキッチン
- 検察官
- ハーヴィーからの贈り物
- ばらばら
- 裸足で散歩
- 法廷外裁判
- 美しい日々
- おかしな二人 女性版
- 一人二役
- ホテルZOO
- 3億ぽっちでどうなるもんかよ
- ダルマーさんに会いたい（2010年）
- ササフラスの枝にそよぐ風（2011年）
- ポプラの館
- ミントティー、それともレモン…?
- ニールとサイモン そしてガーファンクル
- 極楽ホームへいらっしゃい
- 花の元禄後始末
- 花はらんまん
- 舞台は夢（2014年）
- 音楽劇 夜と星と風の物語（2015年）
- ジャニーズWEST なにわ侍 団五郎一座（2015年）
- 殺人同盟（2015年） - レオ・バルビズ 役
- 嫁も姑も皆幽霊（2015年）
- ペンキ塗りたて -残された肖像画-（2016年）
- 二階の女（2017年）
- やっとことっちゃうんとこな（2018年）
- 愛が聞こえます
- 美空ひばり物語
- 鹿鳴館
- 青春デンデケデケデケ
- 喜劇 二階の女[4]
- アウト・オブ・オーダー[5]

### CM
- 東京シティ競馬
- パナホーム
- 日本マクドナルド
- JA共済
- こてっちゃん

### 吹き替え
- 名探偵モンク（2002年）
- ER緊急救命室シーズン11（2006年）#9、#12 透析技師〈デヴィッド・ジョイナー〉 役
- ユナイテッド93（2006年）
- ER緊急救命室シーズン13（2008年）#3 透析技師〈デヴィッド・ジョイナー〉 役

### Web
- ドトールコーヒー イメージムービー「ドトール、のち、はれやか。」

### その他
- 国本武春 ラジオの街で逢いましょうプラス1（2009年）